# Davenport Center
Davenport Center es un lugar designado por el censo ubicado en el condado de Delaware en el estado estadounidense de Nueva York. En el año 2010 tenía una población de 349 habitantes.

## Geografía
Davenport Center se encuentra ubicado en las coordenadas 42°26′21″N 74°54′25″O / 42.43917, -74.90694.